# スパイダー (曲)
「スパイダー」は、日本のロックバンド・スピッツの楽曲。1994年10月26日にポリドールより通算10作目のシングルとして発売。

## 概要
5thアルバム『空の飛び方』からのリカットシングル。ニッポン放送『伊集院光のOh!デカナイト』のオープニングテーマに使用された。
アルバムのレコーディング後半に、草野が「中くらいの曲」と一緒に「速い曲」として持ってきた曲である。なお、「中くらいの曲」とは同アルバム収録の「たまご」のことである（実際のテンポは「たまご」の方が速い）。
当初はシングルカットの予定はなかったものの、ラジオでの評判がよかったためシングルカットされた。カップリング収録の「恋は夕暮れ」も同アルバムからのリカット曲である。
この曲のPVでメンバーが寝転がっているロケ地は、朝日新聞社の屋上ヘリポートである。
2017年にMBS/TBSドラマ『伊藤くん A to E』の3･4話エンディングテーマとして「スパイダー」が起用される。

## 収録曲
1. スパイダー（作詞、作曲:草野正宗　編曲:笹路正徳 & スピッツ）
収録アルバム：『空の飛び方』、『RECYCLE Greatest Hits of SPITZ』、『CYCLE HIT 1991-1997 Spitz Complete Single Collection』
2. 恋は夕暮れ（作詞、作曲:草野正宗　編曲:笹路正徳 & スピッツ）
収録アルバム：『空の飛び方』

## 演奏
- 草野マサムネ: Vocals,Guitars
- 三輪テツヤ: Guitars
- 田村明浩: Bass
- 﨑山龍男: Drums

スパイダー
- 笹路正徳: Synthesizers

恋は夕暮れ
- 笹路正徳: Keyboards, Acoustic Piano
- 数原晋、林研一郎：Trumpet, Flugel Horn
- 清岡太郎、松本治、中川英二郎：Trombone
- 渡辺功：Tuba

## カバー
2008年にGO!GO!7188がカバーアルバム『虎の穴2』で、noelleがカバーアルバム『LOVE ELECTRO』でそれぞれカバーしている。